# Nadya Luer

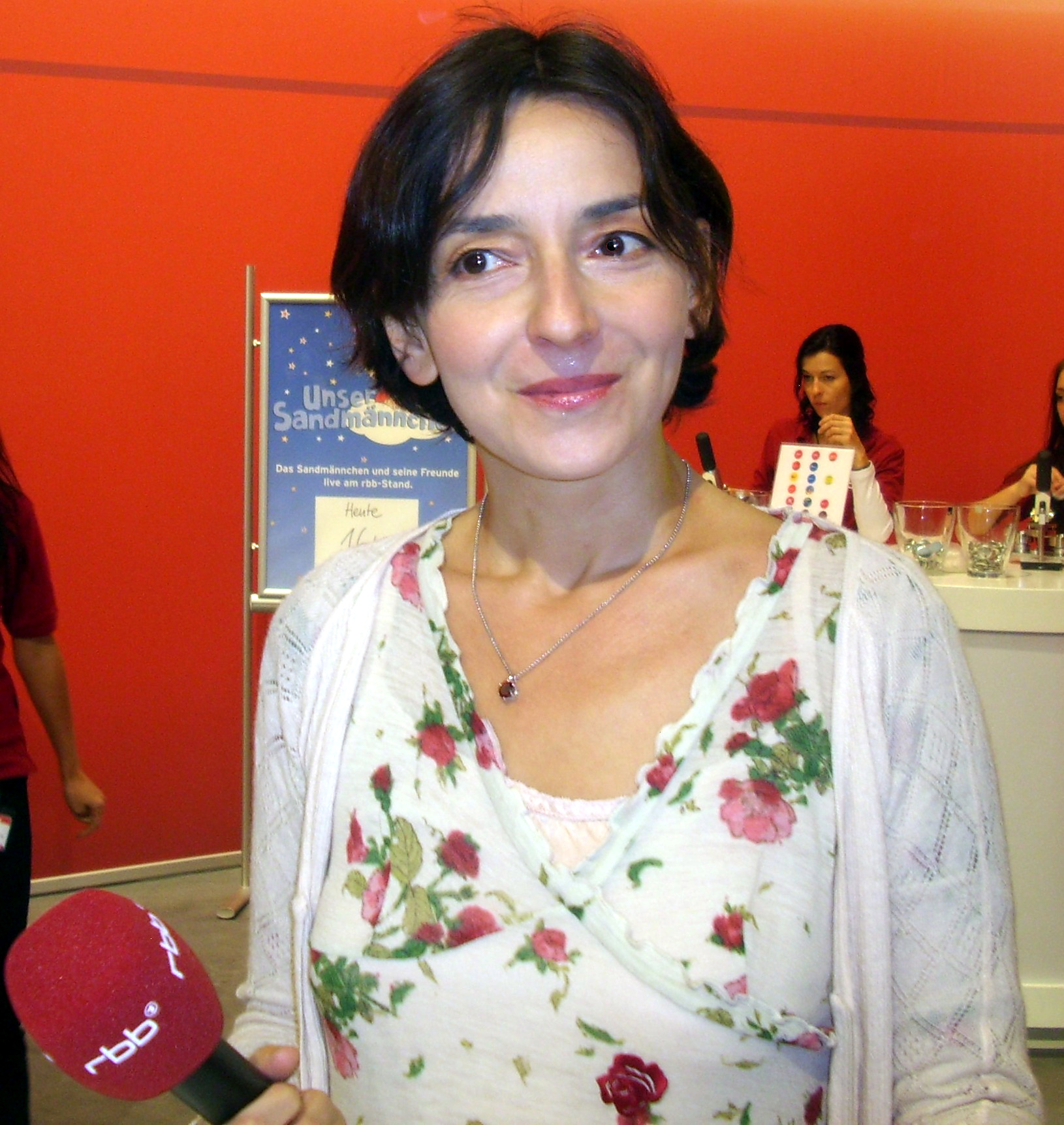
Nadya Luer auf der Internationalen Funkausstellung Berlin, 2011

Nadya Luer (* 1968 in West-Berlin) ist eine deutsche Nachrichtensprecherin, Moderatorin und Redakteurin beim Rundfunk Berlin-Brandenburg (RBB). Der Öffentlichkeit bekannt wurde sie durch die Moderation der Fernsehnachrichten von RBB Aktuell, der Berliner Abendschau und für Deutschlandradio Kultur (Dlf Kultur). Seit 2021 ist Nadya Luer die Leiterin der Programmstrategie in der RBB-Intendanz.

## Leben
Nadya Luer wurde als Tochter eines türkischen Gastarbeiterpaars in Berlin geboren. Nach dem Abitur auf dem Gottfried-Keller-Gymnasium studierte sie Politikwissenschaften und Germanistik an der TU Berlin und wurde im Anschluss mit ihrer Arbeit zu Erich Fried promoviert.
Sie erhielt dafür ab 1997 ein Doktorandenstipendium von der Friedrich-Ebert-Stiftung und war mehrere Semester Dozentin für politische Rhetorik und Literaturwissenschaft an der Freien Universität Berlin sowie der TU Berlin, zuletzt im WS 2012/13 an der FU.

## Tätigkeit
Ab 2002 arbeitete Nadya Luer beim ORB und Rundfunk Berlin-Brandenburg als redaktionelle Mitarbeiterin und Sprecherin in verschiedenen Redaktionen, u. a. für Kontraste, Klartext, Brandenburg aktuell, zibb – zuhause in berlin & brandenburg und Täter – Opfer – Polizei.
Seit 2004 ist sie Nachrichtenredakteurin und Sprecherin beim rbb-Kulturradio. Sie gehört zum Moderatorenteam von rbb aktuell und ist Nachrichtenmoderatorin und Redakteurin bei der Berliner Abendschau (RBB). Seit 2010 spricht sie zusätzlich im Deutschlandradio Kultur Beiträge, Features, Kulturnachrichten sowie Trailer. Von 2014 an arbeitet sie für Deutschlandradio Kultur auch als Redakteurin.
Parallel moderierte sie Veranstaltungen wie z. B. die Abschlussveranstaltung Europa wird 50 der Deutschen EU-Ratspräsidentschaft im Jahr 2007, die Veranstaltung des Grünen Punktes im Deutschen Technikmuseum in 2008, die 10. Türkische Filmwoche 2012 und die 11. Türkische Filmwoche 2013, die Fachtagung Eco Rail Innovation im Auftrag des Brandenburgischen Wirtschaftsministeriums. Im Juni 2016 moderierte sie die Podiumsdiskussion Kultur als Mediator und Motor der Gesellschaft bei der Veranstaltung Kultursalon unter der Kuppel im Bundestag und am 22. November 2016 die Veranstaltung Deutscher Sozialpreis, bei der sie Bundesinnenminister Thomas de Maizière und Welt-Chefredakteur Ulf Poschardt interviewte.
Für den WDR produzierte Nadya Luer 2010 ein Feature für das Format Neugier genügt und gehörte zu den drei Autoren und Regisseuren des Dokumentarfilms Döner oder Bulette? Der Film handelt von den Schwierigkeiten des Zusammenlebens von Deutschen und Einwanderern in Berlin. Eine weitere Fernsehdokumentation mit dem Titel Ware Mädchen – Prostitution unter Zwang, 2014 mit Jo Goll, thematisierte den Menschenhandel zum Zwecke sexueller Ausbeutung.
Die Dokumentation wurde 2015 mit dem Deutschen Sozialpreis ausgezeichnet und 2016 für den Prix Europa nominiert. 2016 produzierte Nadya Luer gemeinsam mit André Hörmann für Arte eine Dokumentation über die Filmemacher der Berliner Schule: Die Berliner Nouvelle Vague.
Nadya Luers anschließende Reportage, Zwischen zwei Welten – Deutsch-Türken in Berlin, entstand für den RBB und wurde am 15. Juli 2017 anlässlich des ersten Jahrestages des Putsches in der Türkei ausgestrahlt.
Von 2018 an war Nadya Luer persönliche Referentin der ehemaligen Intendantin des RBB, Patricia Schlesinger und mit Dietmar Schiller für das Diversity Management der Sendeanstalt zuständig.
In der ARD-Programmwerkstatt über die Zukunft dokumentarischer Produktionen leitete sie mit Frank Kutter vom MDR und der Filmemacherin, Kamerafrau Susanne Dzeikdie 2021 die Werkstatt Diversity: „Ein Kern des öffentlich-rechtlichen Auftrags ist es, Programm für alle Menschen zu machen. Diversität ist also für den produzierenden und redaktionellen Alltag in mehrfacher Hinsicht relevant. Es geht um Zielgruppen von Programmen und Formaten, um Programminhalte und Themensetzung, Rollenbesetzung, Protagonist/innen, Moderator/innen. (…) Wer ein Bewusstsein für die Thematik hat, kann Weichen so stellen, dass Programme noch vielfältiger werden und hinterfragt möglicherweise erste schnelle Entscheidungen.“
Im selben Jahr wechselte Nadya Luer zur Leitung der Programmstrategie und entwickelte für die Interims-Intendanz u. a. von Katrin Vernau und ab 2023 für die Intendantin Ulrike Demmer, die Zielvorgaben des RBB zur Erfüllung seiner programmlichen Aufgaben.
Soweit möglich ist Luer auch redaktionell aktiv. So z. B. 2024 mit dem Beitrag Wider digitalen Faschismus im Internet, Nadya Luer im Gespräch mit der Gründungsgeschäftsführerin von HateAid. Anna-Lena von Hodenberg berät Opfer von Hass und Verfolgung im Internet, unterstützt sie bei Klagen vor Gericht. Erörtert werden Ursachen, Motive und Konsequenzen von Hass und Verfolgung in digitalen Netzwerken.
Nadya Luer ist verheiratet und hat eine Tochter.

## Wissenswertes
Nadya Luers Kindheitserinnerungen sind in dem Sammelband Kindheitsspuren (2013) veröffentlicht. Der Band enthält Kindheitsgeschichten aus Berlin und Brandenburg von Prominenten wie Heinrich von Kleist, Loriot und Ulrich Matthes. Luer bietet daraus Lesungen für unterschiedliche Veranstaltungen an.

## Fernsehen (Auswahl)
- Zwischen Zwei Welten in der Reihe  Die RBB-Reporter. Erstsendung: 15. Juli 2017
- Die Berliner Nouvelle Vague, Dokumentarfilm, Deutschland, 2016, 51 Minuten, Buch und Regie: André Hörmann und Nadya Luer, Produktion: telekult, rbb, arte, Erstsendung: 11. Januar 2017 bei arte, Inhaltsangabe von ARD.
- Ware Mädchen – Prostitution unter Zwang. Fernsehreportage, Deutschland, 2014, 43 Minuten, Buch und Regie: Nadya Luer und Jo Goll, Produktion: rbb, Reihe: die rbb Reporter, Erstsendung: 16. Dezember 2014 bei rbb, Inhaltsangabe von rbb, online-Video.
- Döner oder Bulette? Ein Integrationstest in Berlin. Dokumentarfilm, Deutschland, 2010, 43 Minuten, Buch und Regie: Stephanie Wätjen, Nadya Luer, Hakan Savas Mican, Produktion: rbb, Reihe: Zusammen leben – Der rbb-Thementag Integration, Erstsendung: 23. November 2010 bei rbb Inhaltsangabe von ARD, online-video.

## Radio (Auswahl)
- 2008: Heiner Grenzland: Tsunami über Deutschland – Musik und Regie: Heiner Grenzland (Hörspiel)
- 2024: Wider digitalen Faschismus im Internet - Against digital fascism on the Internet. Nadya Luer im Gespräch mit Anna-Lena von Hodenberg.

## Publikationen (Auswahl)
- Nadya Luer, in: Antje Leschonski (Hrsg.), Kindheitsspuren zwischen Havel und Oder. 25 Porträts aus fünf Jahrhunderten, Verlag für Berlin-Brandenburg (vbb), Berlin 2013, ISBN 978-3-942476-69-0, S. 123–127.
- Nadya Luer: Form und Engagement. Untersuchungen zur Dichtung und Ästhetik Erich Frieds. Edition Praesens, Wien 2004, ISBN 978-3-7069-0214-4, Dissertation der Technischen Universität Berlin, 2002, (Inhaltsverzeichnis).
- Nadya Luer-Ebert: Nicht Taub- und Stumpfwerden. Ein Beitrag zu Erich Fried (1921 – 1988), in: Diethelm Class (Hrsg.), Gesellschaft und Individuum. Beiträge anläßlich einer Tagung von Doktorandenstipendiaten der Friedrich-Ebert-Stiftung in Bonn vom 20. – 24. Oktober 1997, Wissenschaftlicher Verlag Berlin (wvb), Berlin 1999, ISBN 978-3-932089-29-9, S. 107–114.

## Auszeichnungen (Auswahl)
- 2016: Nominierung Prix Europa[14]
- 2015: Deutscher Sozialpreis [15]